# Oryzias profundicola
Oryzias profundicola là một loài cá thuộc họ Adrianichthyidae. Nó là loài đặc hữu của Indonesia.